# Miguel Rué y Rubió
Miguel Rué y Rubió (Cerviá de Garrigues, 27 de diciembre de 1864 - Tarragona, 13 de noviembre de 1926) fue un sacerdote, musicólogo, compositor y maestro de capilla español.

## Vida
Hizo toda la carrera eclesiástica en el Seminario de Tarragona, y tuvo por maestro en los estudios musicales al organista Ramón Bonet, que por aquel entonces era titular de la Catedral de Tarragona.
Acabados los estudios, Rué fue nombrado maestro de capilla de la Catedral de Gerona en 1887. Permanecería hasta 1919.
En 1918 falleció Rafael Maneja, maestro de capilla de la Catedral de Tarragona, dejando el cargo vacante. El cabildo organizó unas oposiciones cuyo jurado lo formarían Ramón Bonet, Bernardo Calvó Puig y José Marraco. Sería ganador Rué, que pasó a ocupar el magisterio de Tarragona de 1919 a 1926.

## Obra
Entusiasta del canto gregoriano, a él se le deben en gran parte el predominio que éste alcanzó en poco tiempo en la diócesis de Gerona y contribuyó mucho a formar su cultura musical el estudio que hizo de la rica biblioteca del musicólogo gerundense Juan Carreras y Dagas.
También fue amante decidido de las canciones populares, de las que logró recoger un gran número en la comarca de Gerona. Entre sus publicaciones más notables, cabe mencionar: La reforma de la música religiosa (Gerona, 1901), y Canto gregoriano; Cooperación en la edición vaticana de los Libros de Canto Litúrgico (Gerona, 1905).
De Miguel Rué se han conservado tres documentos de inventario del fondo musical de Tarragona. El primero consiste en una «Libreta / que contiene / las Obras Musicales / del / Archivo de la Catedral / de TARRAGONA», en cuyo término consta «Catalogado por Miguel RUE». Se trata de una libreta mecanoscrita, de 18 páginas, con una relación de 140 obras, donde predominan autores coetáneos de Rué, pero en la que también figuran algunas obras de José Picañol, Antonio Milá y Buenaventura Bruguera, junto a un largo listado de composiciones de Rafael Maneja.
Se conservan otros dos listados que se pueden atribuir igualmente a Miguel Rué. Uno de ellos consiste en una relación de 140 obras, en 4 páginas mecanoscritas bajo el título «Obras del Archivo / de la / Catedral / de / Tarragona», entre las que aparecen también algunas obras de Picañol, Milá y Bruguera, otros autores revalorizados de los siglos XVI y XVII –Giovanni Pierluigi da Palestrina, Orlando di Lassus, Tomás Luis de Victoria y Heinrich Schütz–, literatura musical eclesiástica italiana y alemana de finales del XIX y principios del XX, y obras de Rafael Maneja, Miguel Rué y Salvador Ritort, organista de la catedral entre 1914 y 1955.
Un tercer listado lleva el título de «Catálogo de las obras / del / Archivo Musical / de la / Catedral / de / Tarragona». Se trata de un libro de inventario, incompleto, que contiene las obras agrupadas por géneros y distribuidas en 132 carpetas numeradas. Su confección también debería ser obra de Miguel Rué; posteriormente, Salvador Ritort añadió a lápiz un listado de sus obras.